# Венцеслав
Венцеслав е старо славянско име със значението на „много слава“, съставено от думите „ventie“ (повече, много) и „slav“ (слава). Има далечна смислова връзка със старогръцкото Στέφανος (stephanos) (венец, корона).
Съответствия:
- български: Венцислав и Венцеслав
- руски: Вячеслав
- полски: Виенчеслав (Więcesław), Вацлав (Wacław)
- чешки: Вацлав (Václav)
- френски: Венсеслас (Venceslas)
- италиански: Венчеслао (Venceslao)
- испански: Венсеслао (Wenceslao)
- немски: Венцел (Wenzel)
- шведски език: Венцел (Wenzel)
- унгарски език: Венцел (Vencel)
- нидерландски език: Венцеслаус (Wenceslaus)
- латинизирано: Венцеслаус (Wenzeslaus), Венцеслас (Wenceslas).

История:
Вацлав I Свети (907 – 935) е херцог на Бохемия, убит от непокръстения си брат Болеслав. Името на Вацлав Първи носят няколко чешки крале. Той е светец-патрон на Чехия. На него е наречен централният площад в Прага (Václavské náměstí).
За Св. Вацлав (Венцеслас) се пее в английската коледна песен „Good King Wenceslas“.